# Jean-Luc Godard
Jean-Luc Godard (født 3. december 1930 i Paris, Frankrig, død 13. september 2022 i Rolle, Schweiz) var en fransk-schweizisk filminstruktør. Han var instruktør, redaktør, sceneinstruktør, manuskriptforfatter og skuespiller og har desuden stået bag 73 film. Jean-Luc Godard døde i sit hjem i Schweiz d. 13. september 2022 efter at være blevet hjulpet med at tage sit eget liv. Godard led af flere invaliderende sygdomme, hvilket fik ham til at overveje og gennemføre aktiv dødshjælp.
Godard blev født d. 3. december 1930 i Paris af fransk-schweiziske forældre, og tog sin eksamen i Nyon i Schweiz, senere i Lycée Rohmer. Han blev som 19-årig optaget på Sorbonne i Paris i 1949, hvor han studerede etnologi indtil Godard droppede ud, for at lave film. Han søgte om optagelse på den parisiske filmskole, IDHEC, men blev afvist. Herefter studerede han filmkunsten på egen hånd og blev en del af et filmkritisk og -teoretisk miljø, hvor Godard blandt andre mødte François Truffaut.
Gruppe af unge filmskabere og -teoretikere formulerede den franske ny bølge, der er kendetegnet af sin kritik af datidens moderne film og sit fokus på de kunstneriske, socialkritiske og politiske værdier, som gruppen mente film skulle skabes på baggrund af. Godard er blevet omtalt som den mest dristige radikale af ”the new wave” (den nye bølge) filmskabere. Hans holdning til filmskabelse var klart politisk, og Godard arbejdede reflekterende til filmhistorien med en forståelse for eksistentiel og marxistisk filosofi samt en videnskabelig disposition, hvor han blev placeret, som en enlig filmskaber blandt den offentlige intellektuelle af ”la Rive Gauche”.
I 1995 modtog Jean-Luc Godard Adorno-prisen.

## Filmstil
Som en del af den franske ny bølge formulerede Godard sammen med sine gode venner, blandt andre François Truffaut, den såkaldte auteurpolitik, der senere fremstår som en egentlig auteurteori. I filmtidsskriftet Cahiers du Cinéma argumenterede de for et fornyet fokus på instruktørens rolle i filmskabelsesprocessen. Instruktøren skulle være filmens kunstneriske ophavsmand og have samme funktion i kunstværket som en forfatter har for sin litteratur. Filminstruktører bør derfor udvikle sit eget filmsprog.
Godard havde mødt Truffaut og Jacques Rivette i en filmklub, hvor de typisk så tre til fire film om dagen. Auteurpolitikken udsprang af de unge filmkritikeres fascination af ældre, amerikanske film blandt andet instrueret af Orson Welles, Alfred Hitchcock, Fritz Lang og John Ford, der alle lavede film netop med særkende. Godard publicerede flere artikler, hvori han kritiserede det daværende moderne Hollywood for at stagnere og producere film uden social, politisk og filosofisk betydning. Det er af den kritik, den unge gruppes film udsprang af.
Godards film bar tydeligt præg af en særegen filmstil i tråd med auteurteorien. Filmene var tydeligt politiske og kritiske over for institutioner. Det kom allerede til udtryk i hans første spillefilm, Åndeløs, hvor filmens hovedperson er en biltyv og morder på flugt fra politiet, hvilket brød med de klare normer for hovedpersoner især i krimier. Derudover legede Godard ofte med ny filmteknik for eksempel de nye, mindre kameraer, der kom på markedet i 1960'erne, og digitale filmkameraer. Godards film udviklede en særlig klippestil, lyd, farve og belysning, der på én og samme tid både fremstår realistiske med den udprægede brug af f.eks. håndholdt kamera og urealistiske som følge af brugen af verfremdungseffekter inspireret af den tyske scenekunstner Bertolt Brecht.

## Filmografi
- Opération béton (1954)
- Une femme coquette (1955)
- Charlotte et son Jules (1958)
- Tous les garçons s'appellent Patrick eller Charlotte et Véronique (1959)
- À bout de souffle (da. Åndeløs) (1959)
- Le Petit Soldat (Den lille soldat) (1960)
- Une histoire d'eau (1961), med-instrueret af François Truffaut
- Une femme est une femme (En kvinde er en kvinde) (1961)
- Les Sept Péchés capitaux (1962) (sketch « La Paresse »)
- Vivre sa vie (da. Livet skal leves) (1962)
- Ro.Go.Pa.G. (1963) (sketch « Il nuovo mondo »)
- Les Carabiniers (da. Soldaterne)(1963)
- Le Mépris (da. Jeg elskede dig i går) (1963)
- Bande à part (da. Outsiderbanden) (1964)
- Les Plus Belles Escroqueries du monde (1964) (sketch « Le Grand Escroc »)
- Une femme mariée (da. En gift kvinde) (1964)
- Reportage sur Orly (1964)
- Alphaville, Une étrange aventure de Lemmy Caution (da. Lemmy mærkelige eventyr) (1965)
- Paris vu par... (1965) (sketch « Montparnasse-Levallois »)
- Pierrot le fou (da. Manden i månen) (1965)
- Masculin, féminin (1966)
- Made in U.S.A. (1966)
- 2 ou 3 choses que je sais d'elle (da. Jeg ved 2-3 ting om hende) (1967)
- Le Plus Vieux Métier du monde (1967) (sketch « Anticipation, ou l'amour en l'an 2000 »)
- La Chinoise (da. Kineserinden) (1967)
- Loin du Vietnam (1967) (sketch « Caméra-œil »)
- Week end (da. Udflugt i det røde) (1967)
- Sympathy for the Devil (1968)
- Un film comme les autres (1968)
- Cinétracts (1968)
- Le Gai Savoir (1969)
- Amore e Rabbia (1969) (sketch « L'Amour »)
- Le Vent d'est (1969)
- Vladimir et Rosa (1970)
- Pravda (1970)
- Lotte in Italia (1970)
- British Sounds (1970)
- One P.M. (1972)
- Tout va bien (da. Her går det godt) (1972)
- Letter to Jane (1972)
- Numéro deux (da. Nummer to) (1975)
- Ici et ailleurs (1976)
- Six fois deux/Sur et sous la communication (1977)
- France/tour/détour/deux/enfants (1977)
- Comment ça va ? (1978)
- Sauve qui peut (la vie) (1980)
- Lettre à Freddy Buache (1981)
- Passion (1982)
- Prénom Carmen (da. Fornavn Carmen) (1983)
- Petites notes à propos du film 'Je vous salue, Marie'  (1983)
- Je vous salue, Marie (1985)
- Détective (1985)
- Grandeur et décadence d'un petit commerce de cinéma (1986)
- Soft and Hard (1986)
- Meetin' WA (1986)
- King Lear (1987)
- Aria (1987) (del « Armide »)
- Soigne ta droite (1987)
- Puissance de la parole (1988)
- On s'est tous défilé (1988)
- Le Rapport Darty (1989)
- Nouvelle Vague (film, 1990) (1990)
- Allemagne 90 neuf zéro (1991)
- Hélas pour moi (1993)
- Les enfants jouent à la Russie (1993)
- JLG/JLG – Autoportrait de décembre (1995)
- Deux fois cinquante ans de cinéma français (1995)
- For Ever Mozart (1996)
- The Old Place (1998)
- Histoire(s) du cinéma (1998)
- Éloge de l'amour (2001)
- Ten Minutes Older: The Cello (2002) (del: « Dans le noir du temps »)
- Notre musique (2004)